# Джейн Барнс
Джейн Барнс (англ. Jhane Barnes; нар. 1954) — американська дизайнерка одягу, текстилю, окулярів, килимів та меблів, а також власниця дизайнерської компанії Jhane Barnes. Барнс відома тим, що використовує в дизайні свого одягу складні математичні візерунки. Вона розробляє текстильні візерунки з допомогою комп'ютерного програмного забезпечення, а потім перетворює візерунки на інструкції до жакардового ткацького верстату, на основі яких далі тчеться тканина на фабриці.

## Дизайнерська кар'єра
Барнс навчалася в Технологічному інституті моди. Вона заснувала власну модну компанію в 1976 році, отримавши позику в 5000 доларів від свого викладача біології. Першим дизайном компанії були штани, які не мали задніх кишень. Цей дизайн став популярним серед знаменитостей і допоміг їй почати кар'єру.
У 1978 році вона купила свій перший ткацький верстат і швидко стала відомою своїм інноваційним текстилем. Її робота помітна значною мірою завдяки співпраці з кількома математиками, зокрема Бернтом Волом, Біллом Джонсом та Даною Картрайт. Про неї писав журнал Wired. У 1980 і 1981 роках вона отримала Coty Menswear Award. Вона розробила ювілейну десяту форму для баскетбольної команди Orlando Magic. Її дизайни продають багатьо елітних магазинів, зокрема Saks Fifth Avenue і Nordstrom. Серед знаменитостей, які носили одяг Барнс, Шер, Бетт Мідлер, Елтон Джон, Робін Вільямс, Дерил Голл і Джон Оутс, а також Річард Дрейфус.
Окрім успіху у світі моди, Барнс є плідною дизайнеркою продуктів, текстилю, килимів та меблів. Серед отриманих нею нагород — 4 Good Design Awards від Чиказького музею-атенею архітектури за дизайн текстилю, меблів та килимів; три перемоги на «Best of NEOCON», у 1998, 1999 та 2000 роках, за колекції Jhane Barnes Textile. У своїй роботі вона співпрацює з Bernhardt Design, Lumicor, Kenmark Optical і Tandus Flooring.

## Нагороди та номінації
- 1980: Coty American Fashion Critics' Award — Coty Award[en]
- 1981: First ever Menswear Designer of the Year — CFDA[en]
- 1981: Cutty Sark, Outstanding Designer of the Year, Menswear
- 1982: Cutty Sark, Outstanding Designer of the Year, Menswear
- 1983: IBD Award, золото, за першу текстильну колекцію компанії Knoll[en]
- 1984: Coty American Fashion Critics' Award — Coty Award
- 1986: ASID Award за текстильну колекцію Knoll — Американське товариство дизайнерів інтер'єру[en]
- 1990: Woolmark[en] Award for Menswear
- 1995: Best of Neocon Silver Award for Seating: Sofas & Chairs, Bernhardt (Tatami Lounge Collection)
- 2004: Calibre Lifetime Achievement Award[15]